# Encinas de Esgueva
Encinas de Esgueva – gmina w Hiszpanii, w prowincji Valladolid, w Kastylii i León, o powierzchni 30,85 km². W 2011 roku gmina liczyła 290 mieszkańców.